# Squash bei den Panamerikanischen Spielen
Squash ist seit 1995 Bestandteil der Panamerikanischen Spiele. In zunächst vier Wettbewerben erfolgte eine Medaillenvergabe: Bei den Damen und Herren, jeweils im Einzel- als auch im Mannschaftswettbewerb. Seit 2011 gibt es auch einen Doppelwettbewerb für beide Geschlechter, sodass insgesamt sechs Medaillen im Squash vergeben werden.

## Bilanz
Mit insgesamt 13 von 35 möglichen Goldmedaillen ist Kanada die erfolgreichste Nation. Zudem gelang es Kanada bei den Spielen im heimischen Winnipeg 1999 sämtliche Wettbewerbe zu gewinnen. Die Vereinigten Staaten gewannen bislang elfmal Gold, Kolumbien und Mexiko jeweils fünfmal. Während bei den Kanadiern beide Geschlechter gleichermaßen erfolgreich waren, fällt bei den Vereinigten Staaten die weibliche Dominanz auf: Von 30 Medaillen wurden nur acht im Herrenbereich gewonnen.
In den Einzelwettbewerben findet kein Spiel um die Bronzemedaille statt. Die Verlierer der Halbfinals erhalten beide Bronze. In den Teamwettbewerben konnte der Veranstalter eigenständig entscheiden. So kam es 1995 zu einem Spiel um Bronze, seitdem entfiel das Duell.

## Herren
Bis 2007 gelang es niemandem die kanadische Dominanz zu brechen. Erst in Rio de Janeiro gewann mit dem Mexikaner Eric Gálvez erstmals ein Squashspieler Gold, der nicht aus Kanada stammte. Im Mannschaftswettbewerb musste sich Kanada ebenfalls beugen, man unterlag im Finale gegen die kolumbianische Auswahl. Überraschenderweise konnte sich Jonathon Power, ehemals Weltmeister und Weltranglistenerster, nie in die Liste der Goldgewinner eintragen. Lediglich eine Silbermedaille bei den Spielen 1995 in Mar del Plata steht für ihn zu Buche. Damit bleibt der Sieg im Einzel bei den Panamerikanischen Spielen einer der ganz wenigen Titel, die Power nie gewinnen konnte.

### Einzel
| Jahr | Ort               | Gold                   | Silber                 | Bronze                                  |
| ---- | ----------------- | ---------------------- | ---------------------- | --------------------------------------- |
| 2023 | Santiago de Chile | Diego Elías            | Miguel Ángel Rodríguez | Leonel Cárdenas César Salazar           |
| 2019 | Lima              | Diego Elías            | Miguel Ángel Rodríguez | Robertino Pezzota César Salazar         |
| 2015 | Toronto           | Miguel Ángel Rodríguez | Diego Elías            | Shawn Delierre César Salazar            |
| 2011 | Guadalajara       | Miguel Ángel Rodríguez | César Salazar          | Shawn Delierre Arturo Salazar           |
| 2007 | Rio de Janeiro    | Eric Gálvez            | Julian Illingworth     | Shawn Delierre Miguel Ángel Rodríguez   |
| 2003 | Santo Domingo     | Shahier Razik          | Graham Ryding          | Preston Quick Ronivaldo Conceição       |
| 1999 | Winnipeg          | Graham Ryding          | Jorge Gutiérrez Keen   | Federico Usandizaga Ronivaldo Conceição |
| 1995 | Mar del Plata     | Gary Waite             | Jonathon Power         | Jamie Crombie Sabir Butt                |

### Doppel
| Jahr | Ort               | Gold                        | Silber                                | Bronze                                                                  |
| ---- | ----------------- | --------------------------- | ------------------------------------- | ----------------------------------------------------------------------- |
| 2023 | Santiago de Chile | Juan Vargas Ronald Palomino | Leonel Cárdenas César Salazar         | Diego Elías Alonso Escudero Alejandro Enríquez Josué Enríquez           |
| 2019 | Lima              | Chris Hanson Todd Harrity   | Nick Sachvie Shawn Delierre           | Arturo Salazar César Salazar Alonso Escudero Diego Elías                |
| 2015 | Toronto           | Andrés Herrera Juan Vargas  | Andrew Schnell Graeme Schnell         | Diego Elías Andrés Duany Chris Hanson Christopher Gordon                |
| 2011 | Guadalajara       | Arturo Salazar Eric Gálvez  | Julian Illingworth Christopher Gordon | Hernán D’Arcangelo Robertino Pezzota Esteban Casarino Nicolás Caballero |

### Mannschaft
| Jahr | Ort               | Gold                                                             | Silber                                                                           | Bronze                                                                  |
| ---- | ----------------- | ---------------------------------------------------------------- | -------------------------------------------------------------------------------- | ----------------------------------------------------------------------- |
| 2023 | Santiago de Chile | Kolumbien Miguel Ángel Rodríguez Juan Vargas Ronald Palomino     | Argentinien Leandro Romiglio Jeremías Azaña Robertino Pezzota                    | Kanada David Baillargeon George Crowne Graeme Schnell                   |
| 2023 | Santiago de Chile | Kolumbien Miguel Ángel Rodríguez Juan Vargas Ronald Palomino     | Argentinien Leandro Romiglio Jeremías Azaña Robertino Pezzota                    | Peru Diego Elías Alonso Escudero Rafael Gálvez                          |
| 2019 | Lima              | Vereinigte Staaten Todd Harrity Chris Hanson Andrew Douglas      | Kolumbien Miguel Ángel Rodríguez Juan Vargas Andrés Herrera                      | Kanada Shawn Delierre Nick Sachvie Andrew Schnell                       |
| 2019 | Lima              | Vereinigte Staaten Todd Harrity Chris Hanson Andrew Douglas      | Kolumbien Miguel Ángel Rodríguez Juan Vargas Andrés Herrera                      | Mexiko César Salazar Arturo Salazar Alfredo Ávila                       |
| 2015 | Toronto           | Kanada Shawn Delierre Andrew Schnell Graeme Schnell              | Mexiko César Salazar Arturo Salazar Eric Gálvez                                  | Argentinien Robertino Pezzota Rodrigo Pezzota Leandro Romiglio          |
| 2015 | Toronto           | Kanada Shawn Delierre Andrew Schnell Graeme Schnell              | Mexiko César Salazar Arturo Salazar Eric Gálvez                                  | Vereinigte Staaten Christopher Gordon Todd Harrity Chris Hanson         |
| 2011 | Guadalajara       | Mexiko César Salazar Arturo Salazar Eric Gálvez                  | Kanada Shawn Delierre Shahier Razik Andrew Schnell                               | Brasilien Rafael Alarçón Vinicius Rodrigues Vinicius Costa              |
| 2011 | Guadalajara       | Mexiko César Salazar Arturo Salazar Eric Gálvez                  | Kanada Shawn Delierre Shahier Razik Andrew Schnell                               | Vereinigte Staaten Julian Illingworth Christopher Gordon Graham Bassett |
| 2007 | Rio de Janeiro    | Kolumbien Miguel Ángel Rodríguez Bernardo Samper Javier Castilla | Kanada Shahier Razik Shawn Delierre Robin Clarke                                 | Mexiko Eric Gálvez Jorge Baltazar Marcos Méndez                         |
| 2007 | Rio de Janeiro    | Kolumbien Miguel Ángel Rodríguez Bernardo Samper Javier Castilla | Kanada Shahier Razik Shawn Delierre Robin Clarke                                 | Brasilien Rafael Alarçón Ronivaldo Conceição Luciano Barbosa            |
| 2003 | Santo Domingo     | Kanada Graham Ryding Viktor Berg Shahier Razik                   | Brasilien Rafael Alarçón Ronivaldo Conceição Luciano Barbosa                     | Mexiko Eric Gálvez Marcos Méndez Armando Zarazúa                        |
| 2003 | Santo Domingo     | Kanada Graham Ryding Viktor Berg Shahier Razik                   | Brasilien Rafael Alarçón Ronivaldo Conceição Luciano Barbosa                     | Argentinien Jorge Gutiérrez Keen Robertino Pezzota Rodrigo Pezzota      |
| 1999 | Winnipeg          | Kanada Graham Ryding Jamie Crombie Kelly Patrick                 | Brasilien Ronivaldo Conceição Luis Borges Mario Oliveira                         | Kolumbien Daniel Lombana Santiago Montoya                               |
| 1999 | Winnipeg          | Kanada Graham Ryding Jamie Crombie Kelly Patrick                 | Brasilien Ronivaldo Conceição Luis Borges Mario Oliveira                         | Argentinien Federico Usandizaga Jorge Gutiérrez Keen                    |
| 1995 | Mar del Plata     | Kanada Gary Waite Jonathon Power Sabir Butt Jamie Crombie        | Argentinien Ezequiel Albello Juan Pablo García Horacio Resta Federico Usandizaga | Brasilien Paul Conolly Luis Borges Mario Oliveira Felipe Borges         |

## Damen
Die Finals der Damenwettbewerbe waren mit Ausnahme der Austragung 2011 stets eine rein kanadisch-US-amerikanische Angelegenheit. Die Kanadierinnen konnten dabei fünf der acht Endspiele gewinnen. Erst 2011 gelang es der Mexikanerin Samantha Terán, das Finale zu erreichen. 

### Einzel
| Jahr | Ort               | Gold             | Silber                  | Bronze                              |
| ---- | ----------------- | ---------------- | ----------------------- | ----------------------------------- |
| 2023 | Santiago de Chile | Olivia Fiechter  | Amanda Sobhy            | Hollie Naughton Marina Stefanoni    |
| 2019 | Lima              | Amanda Sobhy     | Olivia Blatchford Clyne | Hollie Naughton Samantha Cornett    |
| 2015 | Toronto           | Amanda Sobhy     | Olivia Blatchford       | Samantha Terán Samantha Cornett     |
| 2011 | Guadalajara       | Samantha Terán   | Samantha Cornett        | Nicolette Fernandes Miranda Ranieri |
| 2007 | Rio de Janeiro    | Natalie Grainger | Alana Miller            | Samantha Terán Runa Reta            |
| 2003 | Santo Domingo     | Latasha Khan     | Melanie Jans            | Samantha Terán Marnie Baizley       |
| 1999 | Winnipeg          | Melanie Jans     | Demer Holleran          | Latasha Khan Marnie Baizley         |
| 1995 | Mar del Plata     | Heather Wallace  | Demer Holleran          | Ellie Pierce Alicia McConnell       |

### Doppel
| Jahr | Ort               | Gold                             | Silber                                | Bronze                                                                |
| ---- | ----------------- | -------------------------------- | ------------------------------------- | --------------------------------------------------------------------- |
| 2023 | Santiago de Chile | Lucía Bautista Laura Tovar       | Amanda Sobhy Olivia Fiechter          | Meagan Best Margot Prow Anita Pinto Giselle Delgado                   |
| 2019 | Lima              | Amanda Sobhy Sabrina Sobhy       | Danielle Letourneau Samantha Cornett  | Laura Tovar María Tovar Anita Pinto Giselle Delgado                   |
| 2015 | Toronto           | Amanda Sobhy Natalie Grainger    | Samantha Cornett Nikki Todd           | Samantha Terán Karla Urrutia Catalina Peláez Laura Tovar              |
| 2011 | Guadalajara       | Nayelly Hernández Samantha Terán | Catalina Peláez Silvia Angulo Rugeles | Miranda Ranieri Stephanie Edmison Maria Elena Ubina Olivia Blatchford |

### Mannschaft
| Jahr | Ort               | Gold                                                                  | Silber                                                                       | Bronze                                                                |
| ---- | ----------------- | --------------------------------------------------------------------- | ---------------------------------------------------------------------------- | --------------------------------------------------------------------- |
| 2023 | Santiago de Chile | Vereinigte Staaten Amanda Sobhy Olivia Fiechter Olivia Clyne          | Kanada Hollie Naughton Nicole Bunyan Nikki Todd                              | Barbados Meagan Best Margot Prow Amanda Haywood                       |
| 2023 | Santiago de Chile | Vereinigte Staaten Amanda Sobhy Olivia Fiechter Olivia Clyne          | Kanada Hollie Naughton Nicole Bunyan Nikki Todd                              | Kolumbien Laura Tovar Lucía Bautista Catalina Peláez                  |
| 2019 | Lima              | Vereinigte Staaten Amanda Sobhy Olivia Blatchford Clyne Sabrina Sobhy | Kanada Hollie Naughton Samantha Cornett Danielle Letourneau                  | Kolumbien Catalina Peláez Laura Tovar María Tovar                     |
| 2019 | Lima              | Vereinigte Staaten Amanda Sobhy Olivia Blatchford Clyne Sabrina Sobhy | Kanada Hollie Naughton Samantha Cornett Danielle Letourneau                  | Mexiko Diana García Dina Anguiano Gómez Samantha Terán                |
| 2015 | Toronto           | Vereinigte Staaten Amanda Sobhy Olivia Blatchford Natalie Grainger    | Kanada Samantha Cornett Nikki Todd Hollie Naughton                           | Mexiko Samantha Terán Karla Urrutia Diana García                      |
| 2015 | Toronto           | Vereinigte Staaten Amanda Sobhy Olivia Blatchford Natalie Grainger    | Kanada Samantha Cornett Nikki Todd Hollie Naughton                           | Kolumbien Catalina Peláez Laura Tovar Karol González                  |
| 2011 | Guadalajara       | Kanada Samantha Cornett Stephanie Edmison Miranda Ranieri             | Kolumbien Catalina Peláez Silvia Angulo Rugeles Ana Gabriela Porras          | Vereinigte Staaten Olivia Blatchford Maria Elena Ubina Lily Lorentzen |
| 2011 | Guadalajara       | Kanada Samantha Cornett Stephanie Edmison Miranda Ranieri             | Kolumbien Catalina Peláez Silvia Angulo Rugeles Ana Gabriela Porras          | Mexiko Samantha Terán Nayelly Hernández Imelda Salazar                |
| 2007 | Rio de Janeiro    | Kanada Carolyn Russell Runa Reta Alana Miller                         | Vereinigte Staaten Natalie Grainger Latasha Khan Michelle Quibell            | Mexiko Samantha Terán Nayelly Hernández Karina Herrera                |
| 2007 | Rio de Janeiro    | Kanada Carolyn Russell Runa Reta Alana Miller                         | Vereinigte Staaten Natalie Grainger Latasha Khan Michelle Quibell            | Kolumbien Catalina Peláez Silvia Angulo Rugeles Isabel Restrepo       |
| 2003 | Santo Domingo     | Vereinigte Staaten Meredeth Quick Latasha Khan Louisa Hall            | Kanada Carolyn Russell Melanie Jans Marnie Baizley                           | Brasilien Karen Redfern Patricia Pamplona Flavia Roberts              |
| 2003 | Santo Domingo     | Vereinigte Staaten Meredeth Quick Latasha Khan Louisa Hall            | Kanada Carolyn Russell Melanie Jans Marnie Baizley                           | Mexiko Samantha Terán Teresa Osorio Diana Huerta                      |
| 1999 | Winnipeg          | Kanada Carolyn Russell Melanie Jans Marnie Baizley Kelsey Souchereau  | Vereinigte Staaten Demer Holleran Berkeley Belknap Latasha Khan Shabana Khan | Brasilien Adriana Moura Karen Redfern Flavia Roberts                  |
| 1999 | Winnipeg          | Kanada Carolyn Russell Melanie Jans Marnie Baizley Kelsey Souchereau  | Vereinigte Staaten Demer Holleran Berkeley Belknap Latasha Khan Shabana Khan | Mexiko Teresa Osorio Samantha Terán                                   |
| 1995 | Mar del Plata     | Kanada Heather Wallace Melanie Jans Kelsey Souchereau Anita Soni      | Vereinigte Staaten Demer Holleran Ellie Pierce Alicia McConnell Shabana Khan | Kolumbien María Castro Claudia Beltrán Cristina Matiz                 |

## Mixed
| Jahr | Ort               | Gold                                   | Silber                      | Bronze                                                                |
| ---- | ----------------- | -------------------------------------- | --------------------------- | --------------------------------------------------------------------- |
| 2023 | Santiago de Chile | Olivia Clyne Timothy Brownell          | Nicole Bunyan George Crowne | Catalina Peláez Miguel Ángel Rodríguez Tabita Gaitán Luis Quisquinay  |
| 2019 | Lima              | Catalina Peláez Miguel Ángel Rodríguez | Diana García Alfredo Ávila  | Olivia Blatchford Clyne Andrew Douglas Hollie Naughton Andrew Schnell |

## Medaillenspiegel Gesamt
| Platz  | Land               | Gold | Silber | Bronze | Gesamt |
| ------ | ------------------ | ---- | ------ | ------ | ------ |
| 1      | Vereinigte Staaten | 14   | 11     | 11     | 36     |
| 2      | Kanada             | 13   | 16     | 17     | 46     |
| 3      | Kolumbien          | 8    | 5      | 10     | 23     |
| 4      | Mexiko             | 5    | 4      | 19     | 28     |
| 5      | Peru               | 2    | 1      | 4      | 7      |
| 6      | Argentinien        | —    | 3      | 6      | 9      |
| 7      | Brasilien          | —    | 2      | 7      | 9      |
| 8      | Barbados           | —    | —      | 2      | 2      |
| 8      | Chile              | —    | —      | 2      | 2      |
| 8      | Guatemala          | —    | —      | 2      | 2      |
| 11     | Guyana             | —    | —      | 1      | 1      |
| 11     | Paraguay           | —    | —      | 1      | 1      |
| Gesamt | Gesamt             | 42   | 42     | 82     | 166    |